# 메리 베이커 에디 도서관

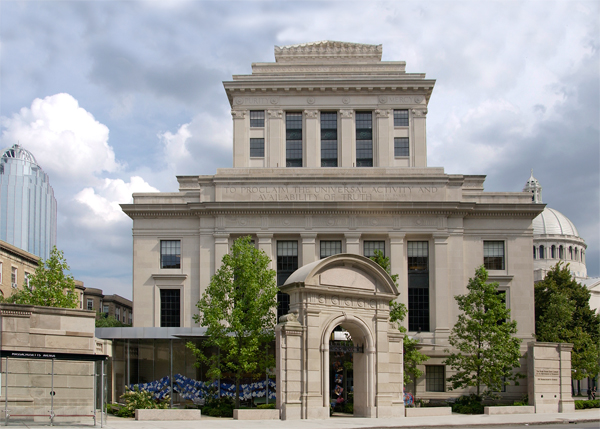

메리 베이커 에디 도서관(Mary Baker Eddy Library)은 미국 매사추세츠주 보스턴의 매사추세츠 애비뉴에 있는 박물관 및 도서관이다. 2002년에 문화 역사기관으로 설립되었고, 이후 박물관이자 도서관으로 운영된다. 크리스천사이언스 센터 복합단지에 있는 옛 크리스천사이언스 출판협회(Christian Science Publishing Society) 건물을 사용한다. 미국의 유명한 작가, 교사이자 크리스천사이언스의 창시자였던 매리 베이커 에디(Mary Baker Eddy)의 미공개 편지, 원고 및 문서를 소장하고 있다. 또한 1935년의 세계지도가 그려진 대형 유리지구본인 마파리움(Mapparium)이 있다. 홀 오브 아이디어즈(Hall ofIdeas), 퀘스트 갤러리(Quest Gallery), 프레스홀(Press Hall), 모니터 갤러리(Monitor Gallery)라는 이름의 총 4개의 전시관에서는 연극과 뮤지컬, 교육 활동, 프로그램, 전시회가 열린다.